# Урмас Кірс
Урмас Кірс (ест. Urmas Kirs; нар. 5 листопада 1966, Вільянді) — естонський футболіст, який грав на позиції захисника. Відомий за виступами в низці естонських клубів, та у складі національної збірної Естонії. Чотириразовий чемпіон Естонії, дворазовий володар Кубка Естонії. Після завершення виступів на футбольних полях — естонський футбольний тренер.

## Клубна кар'єра
Урмас Кірс народився у місті Вільянді, та є вихованцем місцевої футбольної команди «Вільянді ЛМ», у складі якої він виступав на аматорському рівні у 80-х роках ХХ століття. У 1990 році Кірс грав у складі талліннського «Спорту» в Балтійській лізі. З 1992 року він грає у складі талліннської команди «Флора» в чемпіонаті незалежної Естонії. У перших двох сезонах естонської першості Кірс відзначався неабиякою результативністю, забивши в них 19 м'ячів у 20 матчах, проте пізніше він більше надавав уваги діям у захисті, і його результативність дещо знизилась. У складі «Флори» Кірс грав до 1999 року, короткий час перебував також у оренді в клубах «Лелле» і «Курессааре». У складі талліннської команди футболіст чотири рази ставав чемпіоном країни, двічі ставав володарем Кубка Естонії, ще раз став також володарем Суперкубка Естонії.
У середині 1999 року Урмас Кірс став гравцем фінського клубу КТП з Котки, в якому грав до кінця 2000 року. На початку 2001 року Кірс повернувся до естонії, де став гравцем свого рідного клубу з Вільянді, який до того часу змінив назву на «Тулевік». Проте за цю команду вже віковий футболіст зіграв лише кілька матчів, більшість часу перебувавючи в оренді в нижчоліговому клубі «Елва». Після 2002 року Урмас Кірс грав у кількох аматорських естонських клубах, після чого остаточно завершив виступи на футбольних полях у 2009 році.

## Виступи за збірні
Урмас Кірс дебютував у складі національної збірної Естонії 3 червня 1992 року в товариській грі зі збірною Словенії. У складі збірної грав до 2000 року, останній матч зіграв 26 квітня 2000 року зі збірною Люксембургу. У складі національної команди зіграв 80 матчів, у яких відзначився 5 забитими м'ячами. Один раз, у грі зі збірною Латвії в 1994 році, був капітаном збірної.

## Тренерська кар'єра
Невдовзі після закінчення виступів у професійних клубах Урмас Кірс розпочав тренерську кар'єру. Спочатку він працював дитячим тренером, а в 2008 році очолював команду «Флора» (Раквере). У 2009 році колишній захисник очолив другу команду талліннської «Флори». У 2012 році Кірс очолював тренерський штаб юнацької збірної Естонії. Надалі він був одним із тренерів молодіжної збірної Естонії та працював у низці аматорських та нижчолігових клубів. у 2016 році Урмас Кірс очолив тренерський штаб новачка Мейстріліги «Тарвас», у якому працював до 2017 року, поєднуючи роботу в клубі з роботою в молодіжній збірній Естонії.

## Титули і досягнення
- Чемпіон Естонії (4):

«Флора» (Таллінн): 1993–1994, 1994–1995, 1997–1998, 1998
- Володар Кубка Естонії (2):

«Флора» (Таллінн): 1995, 1998
- Володар Суперкубка Естонії (1):

«Флора» (Таллінн): 1998